# JID
JID (od ang. Jabber identity) – adres użytkownika Jabbera.
JID przyjmuje postać login@serwer/nazwa_zasobu, która jest łudząco podobna do adresu e-mail – różni je jedynie zasób, który nie jest konieczny i zazwyczaj się go pomija. Z powodu tego (zamierzonego przez autorów) podobieństwa zdarzają się nieporozumienia takie jak np. wysyłanie poczty elektronicznej na konta Jabbera.
- login to ustalona przez nas podczas rejestracji nazwa konta np. maciek
- serwer to maszyna na której mamy założone dane konto np. jabber.pl
- zasób to dowolna nazwa pełniąca rolę wewnętrznego adresu w ramach danego konta (zwykle określa miejsce, z którego się logujemy), np. dom; można o nim myśleć jak o numerze wewnętrznym w telefonii

Rozróżnienie zasobów jest przydatne kiedy użytkownik loguje się z różnych miejsc/komputerów/klientów (również w tym samym czasie) ponieważ pozwala wysłać wiadomość do konkretnego punktu. Zasób, podobnie jak nazwa użytkownika, jest ustalany przez nas, ale w przeciwieństwie do niej może zostać w każdej chwili zmieniony z poziomu klienta. 
Pełny adres wygląda na przykład tak: maciek@jabber.pl/dom, maciek@jabber.pl/biuro; lub bez nazwy zasobu (wtedy wiadomości trafią do połączonego zasobu lub, kiedy jest ich więcej, do zasobu o wyższym priorytecie): maciek@jabber.pl.